# Riesencodex

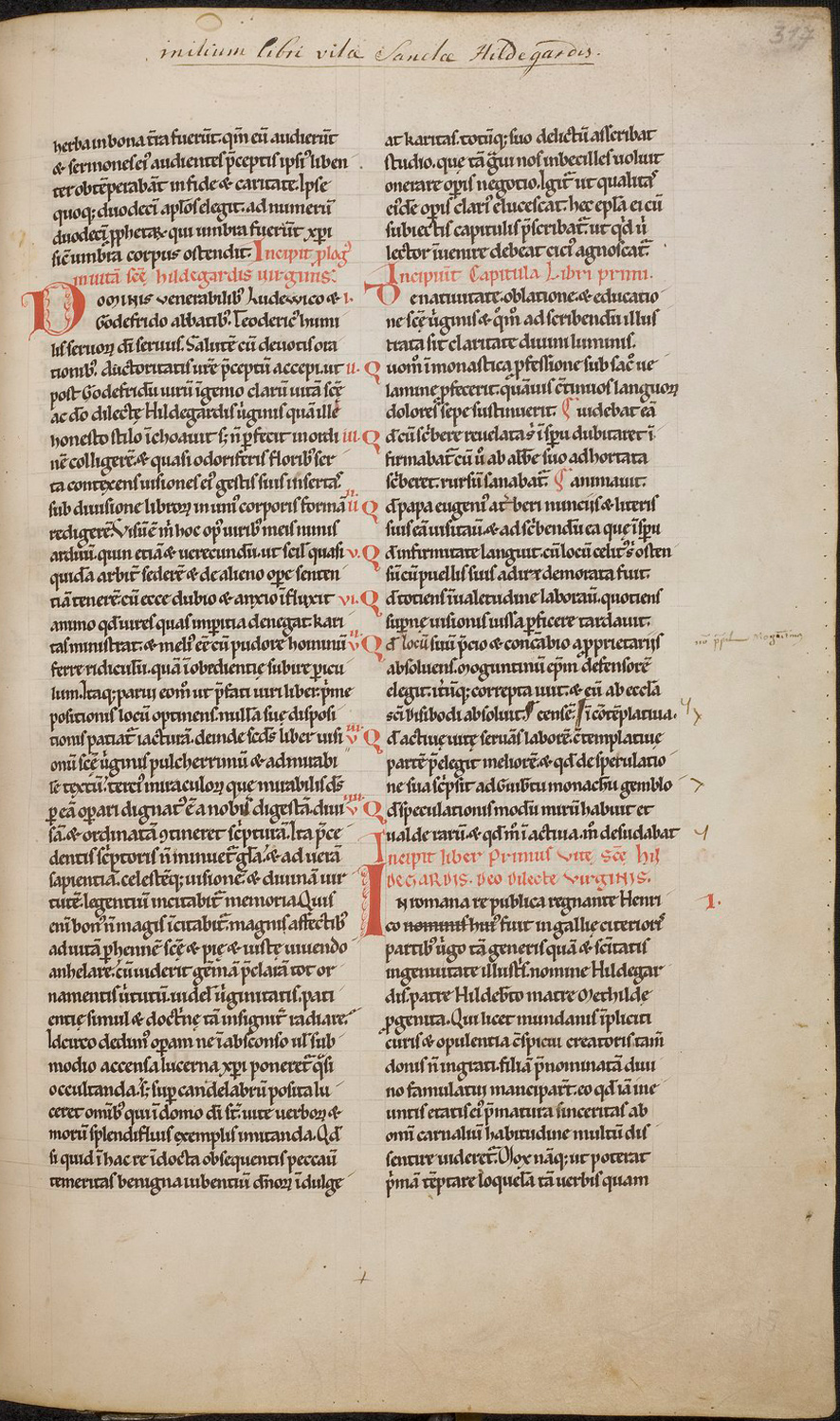
Página do Riesencodex

O Riesencodex, também conhecido como Codex de Wiesbaden, é um manuscrito conservado na Biblioteca Estatal de Hesse, em Wiesbaden, Alemanha, e contém a obra praticamente completa de Hildegard von Bingen, salvo seu tratado sobre medicina, sendo a mais importante fonte original de seus trabalhos teológicos e correspondência, e inclui sua biografia e suas composições musicais. Foi criado como volumes separados que entre os séculos XV e XVI foram reunidos em um só códice com 481 fólios, pesando 15 kg.